# Математична картографія

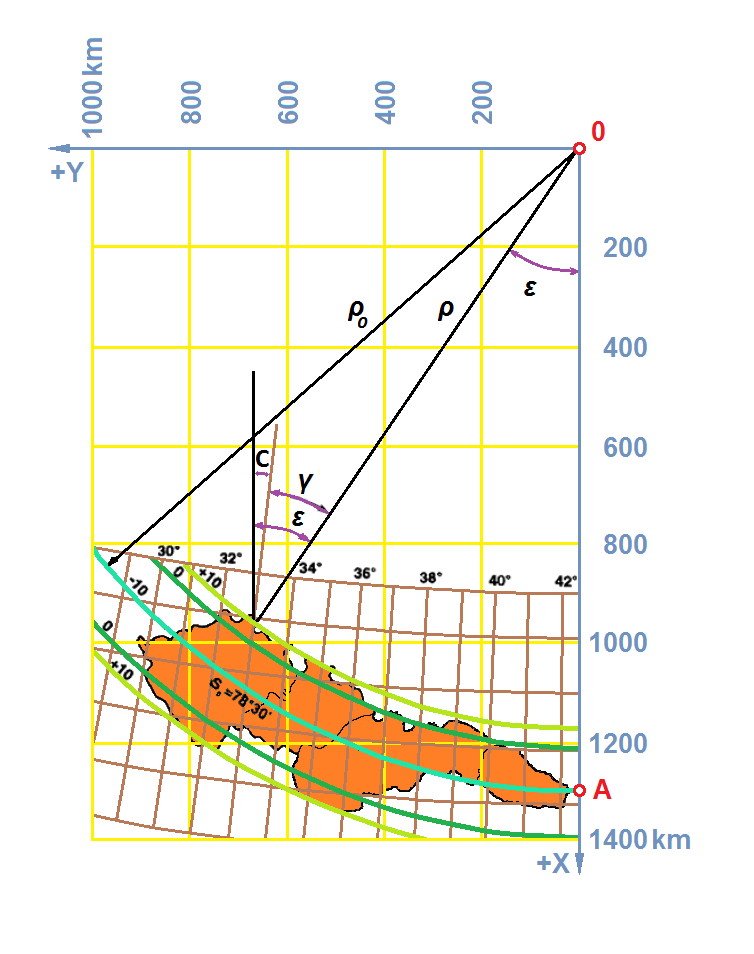

Математи́чна картогра́фія (рос. математическая картография, англ. mathematical cartography, нім. mathematische Kartographie f) — розділ картографії, який вивчає математичну основу карт, зокрема теорію, перетворення і способи раціонального застосування картографічних проєкцій на практиці.